# Dagmar Drüll-Zimmermann
Dagmar Drüll-Zimmermann, geborene Drüll (* 15. November 1952 in Gelsenkirchen), ist eine deutsche Historikerin.

## Leben und Wirken
Dagmar Drüll studierte Geschichte und Germanistik an der Universität Bochum und wurde dort 1978 mit einer Dissertation über den Codex Cumanicus promoviert. Anschließend absolvierte sie als Bibliotheksreferendarin an der Universitätsbibliothek Münster von 1979 bis 1981 die Ausbildung für den höheren Bibliotheksdienst und legte die Fachprüfung hierfür 1981 am Bibliothekar-Lehrinstitut des Landes Nordrhein-Westfalen ab. Von 1981 bis zu ihrem Ruhestand 2017 war sie dann als Historikerin am Universitätsarchiv Heidelberg tätig. Dort erarbeitete sie in langjähriger wissenschaftlicher Tätigkeit das umfangreiche Heidelberger Gelehrtenlexikon, welches die Geschichte der Universität Heidelberg über sechs Jahrhunderte von 1386 bis 1986 abdeckt und knapp 3.000 Einzelbiographien umfasst. Hinzu kommen weitere Arbeiten zur Geschichte der Heidelberger Universität.

## Veröffentlichungen (Auswahl)
- Der Codex Cumanicus. Entstehung und Bedeutung (= Geschichte und Gesellschaft. Bd. 23). Klett-Cotta, Stuttgart 1979, ISBN 3-12-913180-9 (Dissertation, Ruhr-Universität Bochum).
- Der Verlag Coppenrath in Münster und seine Publikationen im 19. Jahrhundert. Bibliothekar-Lehrinstitut des Landes Nordrhein-Westfalen, Köln 1981.
- Die Krise der englischen Kolonialherrschaft in Nordamerika als Folge der Entwicklung Großbritanniens von einer europäischen Macht zur Weltmacht. In: Heide Rohloff (Hrsg.): Großbritannien und Hannover. Die Zeit der Personalunion 1714–1837. R. G. Fischer, Frankfurt/M. 1989, ISBN 3-88323-730-2, S. 324–339.
- mit Manfred Zimmermann: Physiologie und Physiologen an der Universität Heidelberg von den Anfängen bis 1945. Heidelberg 1990.
- Heidelberger Gelehrtenlexikon. Springer, Berlin/Heidelberg 1986–2009
  - 1386–1651. 2002, ISBN 3-540-43530-1.
  - 1652–1802. 1991, ISBN 3-540-53472-5.
  - 1803–1932. 1986, ISBN 3-540-15856-1; 2. erweiterte Auflage 2018, ISBN 978-3-658-26396-6.
  - 1933–1986. 2009, ISBN 978-3-540-88834-5.
- mit Manfred Zimmermann: Deutsche Gesellschaft zum Studium des Schmerzes 1975–2005. Eine Chronik. Deutscher Schmerzverlag, Köln 2005.
- mit Hermann Weisert, Eva Kritzer: Rektor, Dekane, Prorektoren, Kanzler, Kaufmännische Direktoren des Klinikums der Universität Heidelberg 1386–2006. Kurpfälzischer Verlag, Heidelberg 2007, ISBN 978-3-924566-29-6.
- Heidelberger Gelehrtenlexikon 1386–1986. In: Ingo Runde (Hrsg.): Universitätsarchive in Südwestdeutschland. Geschichte, Bestände, Projekte (= Heidelberger Schriften zur Universitätsgeschichte. Bd. 1). Winter, Heidelberg 2013, S. 225–240, ISBN 978-3-8253-6252-2.
- (Hrsg. u. Mitautorin): Über Heidelberger Universitätsämter 1386–2013. Thewalt, Wiesenbach 2013 (Digitalisat).
- Biogramme ausgewählter Heidelberger Professoren zur Zeit des Ersten Weltkriegs. In: Ingo Runde (Hrsg.): Die Universität Heidelberg und ihre Professoren während des Ersten Weltkriegs (= Heidelberger Schriften zur Universitätsgeschichte. Bd. 6). Winter, Heidelberg 2017, ISBN 978-3-8253-6695-7, S. 344–374.